# Ralf Berger
Ralf Fritz Berger (* 1961 in Düsseldorf) ist ein deutscher Künstler, der durch sein Werk kontinuierlich einen neuartigen Begriff vom künstlerischen Material in die bildende Kunst respektive ihrer speziellen Disziplin der Bildhauerei eingeführt hat: Der eigene Körper. Er verknüpft die Bildmedien Fotografie, Video, Objektkunst und das Handlungsmedium Performance zu einem existentiellen bildhauerischen Entwurf, der den Menschen als Maß für den Wert von Kunst postuliert.

## Werdegang
Berger studierte 1992 bis 1996 an der Düsseldorfer Kunstakademie. Er schloss sein Studium bei Klaus Rinke mit dem akademischen Grad des Meisterschülers ab.
Wie in seiner frühen Arbeit „Ich habe immer nur das eine im Kopf“ (1994), lotet Berger oft die Grenzen ethischer Konventionen unserer Zivilisation aus und führt ein Werk auf, das bisweilen den Einsatz des eigenen Körpers zur völligen Erschöpfung bringt. Das skulpturale Environment das erstmals in der Staatlichen Kunstakademie Düsseldorf aufgeführt wurde, ist wie folgt beschrieben: Es besteht aus einem Videomonitor, auf dem in den ersten zwölf Minuten die Präparation des Arterienrings eines menschlichen Gehirns zu sehen ist. Parallel dazu steht der Künstler in der Mitte des Raumes vor einer Plastikflasche mit Wasser und betrachtet konzentriert den Film. Im zweiten, neun Minuten langen Teil ist zu sehen, wie das Gehirn entsprechend der zwei Hirnhälften durch insgesamt acht quer gesetzte Schnitte mit einem Messer in 18 Scheiben geteilt wird. Bei jedem Schnitt vollführt der Künstler einen heftigen Stoß mit der Stirn gegen eine bzw. zwei quadratische Platten aus Ton. Diese Platten sind in Analogie zu den Scheiben der linken und rechten Hirnhälfte in Reihe zu je neun Stück an den beiden Längswänden des Raumes in Augenhöhe befestigt. Nach jedem Kopfstoß geht der Künstler zur Raummitte und befreit mit einem kräftigen Wasserstrahl aus der Plastikflasche seine Stirn von Tonresten. Analog zu dieser vorgeführten Handlung liefert das Video das Bild, wie jeweils das Messer zwischen den Schnitten abgeputzt und unter einem Wasserstrahl gereinigt wird. Die hier vorgeführte suggestive Verknüpfung von realer (künstlerischer) Handlung und vermittelter (filmischer) Handlung unterstellt eine irritierende Kausalität und stellt damit grundsätzliche Fragen nach der Vernunftgesteuertheit menschlichen Tuns.

## Ausstellungen und Projekte (Auswahl)

### Einzelausstellungen
- 2025 Digital Recycling - Wiedergeburt, Martin Leyer-Pritzkow Ausstellungen, Düsseldorf
- 2020 Who cares Who Dies, Kunstraum EGO, Düsseldorf
- 2018 Genius Media - Performative Videoarbeit über fünf Räume für das Museum Haus Lange Haus Esthers, Kunstmuseen Krefeld
- 2017 Hintenherum, Martin Leyer-Pritzkow Ausstellungen, Düsseldorf
- 2013 Black Forest, Kunstraum Düsseldorf
- 2012 FRESH INVIRONMENT, Galerie Ralph Kleinsimmlinghaus, Villa Goecke, Krefeld
- 2008 Konsens - Luis Campana Galerie, Köln
- 2005 Unschuld der Fakten, Luis Campana Galerie, Köln
- 2003 Berger Church, Luis Campana Galerie, Köln
- 2002 Sculpture Kit, PARKHAUS im Malkastenpark, Düsseldorf
- 2001 I'm the best audience, House of Games, Utrecht, Niederlande
  - Welcome, I cannot help you, Luis Campana Galerie, Köln
- 2000 Touch me, I'm sick, Luis Campana Galerie, Köln
- 1999 Double Trouble, Kaiser-Wilhelm-Museum, Krefeld (K)
  - Rausch der Routine, Luis Campana Galerie, Köln
  - What are you doing in my place? Ellen de Bruijne Projects, Amsterdam
- 1998 Ehemalige Reichsabtei Kornelimünster, Aachen
  - Last Chance, Schloss Ringenberg, Hamminkeln
- 1997 Grundsätzlich, Luis Campana Galerie, Köln
  - Zukunftsstück II, windows 1997, Kunstverein für die Rheinlande und Westfalen, Düsseldorf
  - Problemzonen, Kunstverein Bonn, Bonn
  - Solidargemeinschaft - outsidestudio, Düsseldorf, Atelier in Bilk, Düsseldorf
- 1996 Ich denke, ich weiß, was ich sehe, Städtisches Museum Abteiberg, Mönchengladbach
- 1995 Salivatio, Luis Campana Galerie, Köln
- 1994 Von - bis, Alltagsskulptur 1, Galerie M. + R. Fricke, Düsseldorf
- 1993 Die Hochzeit von Himmel und Hölle, Raum 1, Düsseldorf

### Gruppenausstellungen
- 2016„…AND THERE WAS TIME“, Centro de Artes Fundación Helga de Alvear, Cáceres
  - „Ralf und Gregor“, (mit Gregor Schneider); Kunstraum R&R Dahmen, Düsseldorf
- 2014 „ÜBERECK“, Kunsthalle Düsseldorf
  - „Sie und ihre Ausstellungen“, Kunst aus NRW, Aachen Cornelimünster
  - „INNER CIRCLE“, Deepgrey Offices, Düsseldorf
  - „Perpetua mobilia“, Villa Goecke, Krefeld
  - „Another Place / Another Space / Together“, Quadriennale Düsseldorf im Leeschenhof
- 2012 „Rembrandt ruft - Rembrandt calling“, Galerie Ralph Kleinsimlinghaus, Krefeld
- 2006 „Gregor Schneider - Totalschaden“, Bonner Kunstverein, Bonn
  - „capribatterie - la prima“ - Fondazione Morra - Institutio di Scienze della Communicazione, Neapel
- 2005 „DER KUNST IHRE RÄUME“, Bonner Kunstverein, Bonn
  - „Bremer Freiheit“, Künstlerhaus Bremen, Bremen
  - „Those who have doubled Parked“, PARKHAUS im Malkastenpark, Düsseldorf
  - „Snow White an the Seven Dwarfs“ - Kleines Miststück - Fundacion Marcelino Botin, Santander, Spanien
- 2004 „actionbutton“ - „My little TV-Kit 2 - mixed media Scupture“; The State Russian Museum - Benois Wing, St. Petersburg
  - „actionbutton“ - „My little TV-Kit 3 - mixed media Sculpture“; The State Russian Museum - Marble Palace, Sankt Petersburg, Russland
- 2003 CHOKABLOCK STOCK II - Ellen de Bruijne Projects, Amsterdam
  - „actionbutton“ „My little TV-Kit 1 - mixed media Sculpture“; Hamburger Bahnhof – Museum für Gegenwart, Berlin
- 2001 „Szenarien oder der Hang zum Theater“, Bonner Kunstverein, Bonn
  - Ellen de Bruijne Projects (mit Saskia Jansen), Amsterdam
  - „Homeless Works“, Kunstverein Bonn, Bonn
  - „Homeless Works 2“, Stadthaus Ulm
  - „House of Games“, Utrecht
  - Lectures/readings - video screenings - introductions, Ellen de Bruijne Projects, Amsterdam
  - „Wechselkurs 1995 - 2000“. Fünf Jahre Neuerwerbungen des Museums Abteiberg - Städt. Museum Abteiberg, Mönchengladbach
- 2000 „Löcher“ (mit Björn Dahlem u. Gregor Schneider), Luis Campana Galerie, Köln
  - Lectures/readings - video screenings - introductions, Ellen de Bruijne Projects, Amsterdam
  - „Wechselkurs 1995 - 2000“. Fünf Jahre Neuerwerbungen des Museums Abteiberg - Städt. Museum Abteiberg, Mönchengladbach
- 1999 „Häck-Mäck“, Förderverein für aktuelle Kunst-Organisation des Alltags, Münster
  - „mode of Art“, Kunstverein für die Rheinlande und Westfalen, Düsseldorf.
  - „Renania Libre“, Galeria Helga de Alvear, Madrid
  - „Neues Gestirn“ (mit Thomas Rentmeister), Ellen de Bruijne Projects, Amsterdam
  - „Die Schule von Athen“ (mit Gregor Schneider, John Bock, Jonathan Meese u. a.), Deutsche Kunst heute, Athen
- 1998 „El nino“, Städtisches Museum Abteiberg, Mönchengladbach
  - Förderpreisträger des Landes NRW - Ralf Berger und Michael Fuchs, Kunst aus NRW, Aachen
- 1997 „windows 97“-Kunstverein für die Rheinlande und Westfalen, Düsseldorf
  - Peter Mertes Stipendium 1997- S. Alhäuser / Ralf Berger, Bonner Kunstverein
- 1996 „Präzise Torheiten“ Centeredge, The Tannery, London
- 1995 Galerie M. + R. Fricke, Düsseldorf mit Vera Pfeiffer
- 1994 Treibhaus 6, Kunstmuseum Düsseldorf

## Stipendien und Preise
- 1995 Reisestipendium Kunstverein für die Rheinlande und Westfalen, Düsseldorf
- 1997
  - Peter-Mertes-Stipendium, Bonn
  - Förderpreis für Bildende Kunst des Landes NRW, Düsseldorf
  - Atelier-Stipendium - Atelier in Bilk, Marlies & Esther Schulhoff, Düsseldorf
- 1998 Ringenberg-Stipendium der Derik-Baegert-Gesellschaft, Hamminkeln
- 1999 Werkstipendium des Kunstfonds e.V. Bonn